# Opatów (gmina, Silésie)
Opatów est une gmina rurale du powiat de Kłobuck, Silésie, dans le sud de la Pologne. Son siège est le village d'Opatów, qui se situe environ 10 km au nord-ouest de Kłobuck et 80 km au nord de la capitale régionale Katowice.
La gmina couvre une superficie de 73,54 km2 pour une population de 6 733 habitants.

## Géographie
La gmina inclut les villages de Brzezinki, Iwanowice Duże, Iwanowice Małe, Iwanowice-Naboków, Opatów, Waleńczów, Wilkowiecko, Złochowice, Zwierzyniec Drugi et Zwierzyniec Pierwszy.
La gmina borde les gminy de Kłobuck, Krzepice, Lipie, Miedźno, Panki, Popów et Wręczyca Wielka.